# Fíbula amaziga

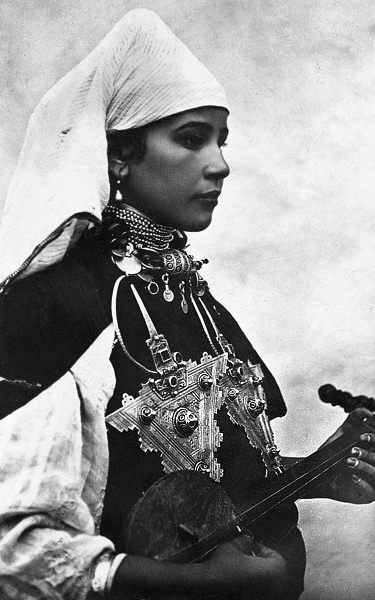
Música amaziga del sud del Marroc, a principis del, portant dues fíbules amazigues sobre el pit

La fíbula amaziga —en amazic tiseghnest o tazerzit, segons la regió— és una joia d'argent, símbol femení i, en la seva forma triangular, de la identitat amaziga. Cada peça presenta gravats, filigranes i d'altres motius acuradament elaborats, i constitueix alhora una manifestació geomètrica gairebé perfecta.

## Etimologia
A Cabília, la fíbula és avui dia coneguda pels noms afzim/tafzimt o abzim/tabzimt (plural tifzimin/tibzimin), termes que no provenen de l'amazic sinó del mot àrab إبزيم, ízim. En el Sus al-Aqsa aquest tipus de fíbula s'anomena tarezoyt, tazerzoyt o tazerzit. Ta-zerzit, com totes les paraules que comencen amb el determinant amazic «ta», indica que és un nom femení. El terme tazerzit està vinculat a l'arrel amaziga RZY, que també dona lloc a les paraules ẓerzi, erẓi, rzy, «fermall». En rifeny i en la majoria dels altres dialectes amazics, s'anomena tiseghnest (plural tiseghnas), paraula que significa «fíbula», «fermall» o «grapa», lligada a l'arrel GHNS.

## Orígens i utilització

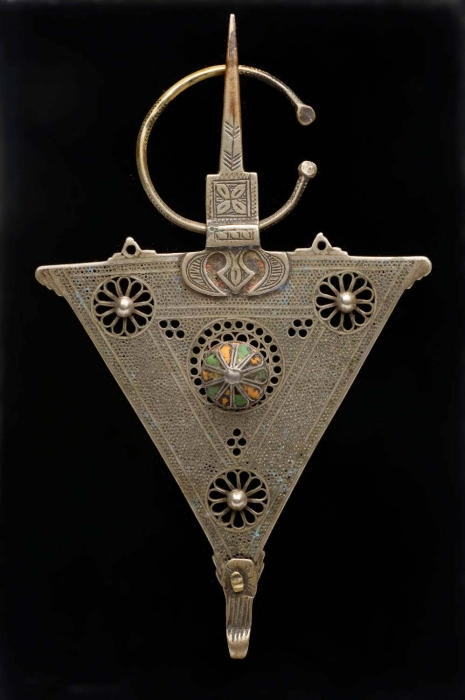
Fíbula amaziga, típica de les regions de l'Alt Atles i l'Antiatles (finals, principis del XX)

En la tradicional orfebreria d'argent de l'Aurès es reconeixen formes i tècniques de finals de l'Edat del bronze i la primera Edat del ferro. Aquests tipus de joies, en particular, han estat datades a l'Edat del bronze del Magrib, moment en el qual apareixen dos tipus de fíbules: una en forma d'arc amb un porta clip, avui desapareguda, i altre en forma d'omega, oberta i anular amb els extrems reforçats per poliedres amb una agulla gruixuda o barbeta com a mètode de subjecció, ambdues trobades al dolmen de Béni Messous. A partir d'aquestes dues formes elementals s'ha evolucionat a d'altres tipus més complexos, però el principi de fixació del segon tipus és el que ha romàs en les fíbules nord-africanes.
Les grans fíbules amazigues acostumen a tenir una funció decorativa a més de l'ús de subjecció, encara que poden complir alhora un valor comunicatiu transmetent determinats missatges, i passen de generació en generació de mares a filles. També hi ha fíbules petites sovint utilitzades com a agulles, per al cabell, el mocador del cap o el front. Avui dia s'utilitzen com a fermall i normalment amb vestits amazics tradicionals, com a signe d'orgull i fertilitat. La majoria d'aquestes joies, en parelles unides per una cadena i col·locades a les espatlles o al pit, serveixen per mantenir l'embolcall —peça de tela allargada que s'embolica al voltant del cos— perquè els braços quedin lliures.